# Государственная премия РСФСР
Государственная премия РСФСР — присуждалась ежегодно за «выдающиеся произведения и работы в области  литературы, искусства и архитектуры, содействующие коммунистическому воспитанию трудящихся,  отвечающие принципам социалистического реализма и получившие широкое общественное признание». Учреждена постановлением СМ РСФСР в 1965 году.
Первоначально включала пять категорий:
- премия имени М. Горького (В области литературы)
- премия имени И. Репина (В области изобразительного искусства)
- премия имени М. Глинки (В области музыкального искусства)
- премия имени К. Станиславского (В области театрального искусства)
- премия имени братьев Васильевых (В области киноискусства)

Вскоре к ним добавилось ещё две:
- 1967 — премия в области архитектуры
- 1969 — премия имени Н. К. Крупской (За художественные произведения для детей и юношества)

Произведения номинировались республиканскими организациями (министерствами, творческими союзами, редколлегиями и т. д.) и затем отбирались Комиссией Президиума Совета Министров РСФСР (в 1966 году состояла из 111 членов). Лауреатам премии вручались почётный знак и диплом.
Как правило, Государственная премия РСФСР независимо от её категории присуждалась только один раз. Об этом постоянно напоминалось в Постановлениях при невозможности повторного награждения какого-либо кандидата. Но с 1990 года эта традиция стала нарушаться. Лауреатами двух Государственных премий РСФСР стали О. И. Борисов, М. М. Неёлова, В. В. Васильев, Е. С. Максимова.
В 1990 году в названии премий произошли изменения — они стали «безымянными». Появились также две новые категории: 
- премия за работы и произведения в области народного художественного творчества
- премия за работы и произведения в области литературы и искусства, созданные зарубежными соотечественниками

Последний раз присуждение Государственных премий РСФСР в «области литературы и искусства» (в котором также присутствовали премии в области архитектуры) было осуществлено Постановлением Правительства Российской Федерации от 26 декабря 1991 года № 66, подписанного Б. Н. Ельциным.
Постановлением СМ РСФСР от 14 ноября 1986 года (№ 497) учреждена Государственная премия РСФСР в области науки и техники. Вручалась в 1987—1991 годах.